# Tamás Lőrincz
Tamás Lőrincz (n. 20 decembrie 1986, Cegléd, Pesta, Ungaria) este un luptător ce a reprezentat Ungaria, medaliat olimpic. A participat la 4 ediții ale Jocurilor Olimpice (2008, 2012, 2016, 2020) în care a câștigat o medalie de aur și o medalie de argint.